# هنري جان-بابتيست
هنري جان-بابتيست هو سياسي فرنسي، ولد في 3 يناير 1933 في فور دو فرانس في فرنسا، وتوفي في 5 يناير 2018 في باريس في فرنسا. نشط حزبياً في الاتحاد من أجل الديمقراطية الفرنسية. وقد انتخب نائب فرنسي.